# Richard Weinberger
Richard Weinberger (Moose Jaw, 7 de junio de 1990) es un deportista canadiense que compitió en natación, en la modalidad de aguas abiertas.
Participó en dos Juegos Olímpicos de Verano, en los años 2012 y 2016, obteniendo una medalla de bronce en Londres 2012, en la prueba de 10 km. Ganó una medalla de bronce en el Campeonato Pan-Pacífico de Natación de 2010.

## Palmarés internacional
| Juegos Olímpicos        | Juegos Olímpicos        | Juegos Olímpicos  | Juegos Olímpicos |
| Año                     | Lugar                   | Medalla           | Prueba           |
| ----------------------- | ----------------------- | ----------------- | ---------------- |
| 2012                    | Londres (Reino Unido)   | Medalla de bronce | 10 km            |
| Campeonato Pan-Pacífico |                         |                   |                  |
| Año                     | Lugar                   | Medalla           | Prueba           |
| 2010                    | Irvine (Estados Unidos) | Medalla de bronce | 10 km            |